# 国際近代五種連合
国際近代五種連合 (フランス語: Union Internationale de Pentathlon Moderne)は近代五種競技の国際競技連盟である。本部はモナコのモンテカルロにある。
1993年まで、国際近代五種・バイアスロン連合（UIPMB）が存在していたが、国際バイアスロン連合と分離して設立された。
世界選手権やワールドカップなどの運営を行う。